# Approvisionnement
L'approvisionnement est une technique ou méthode permettant de livrer à un tiers un bien ou un service.

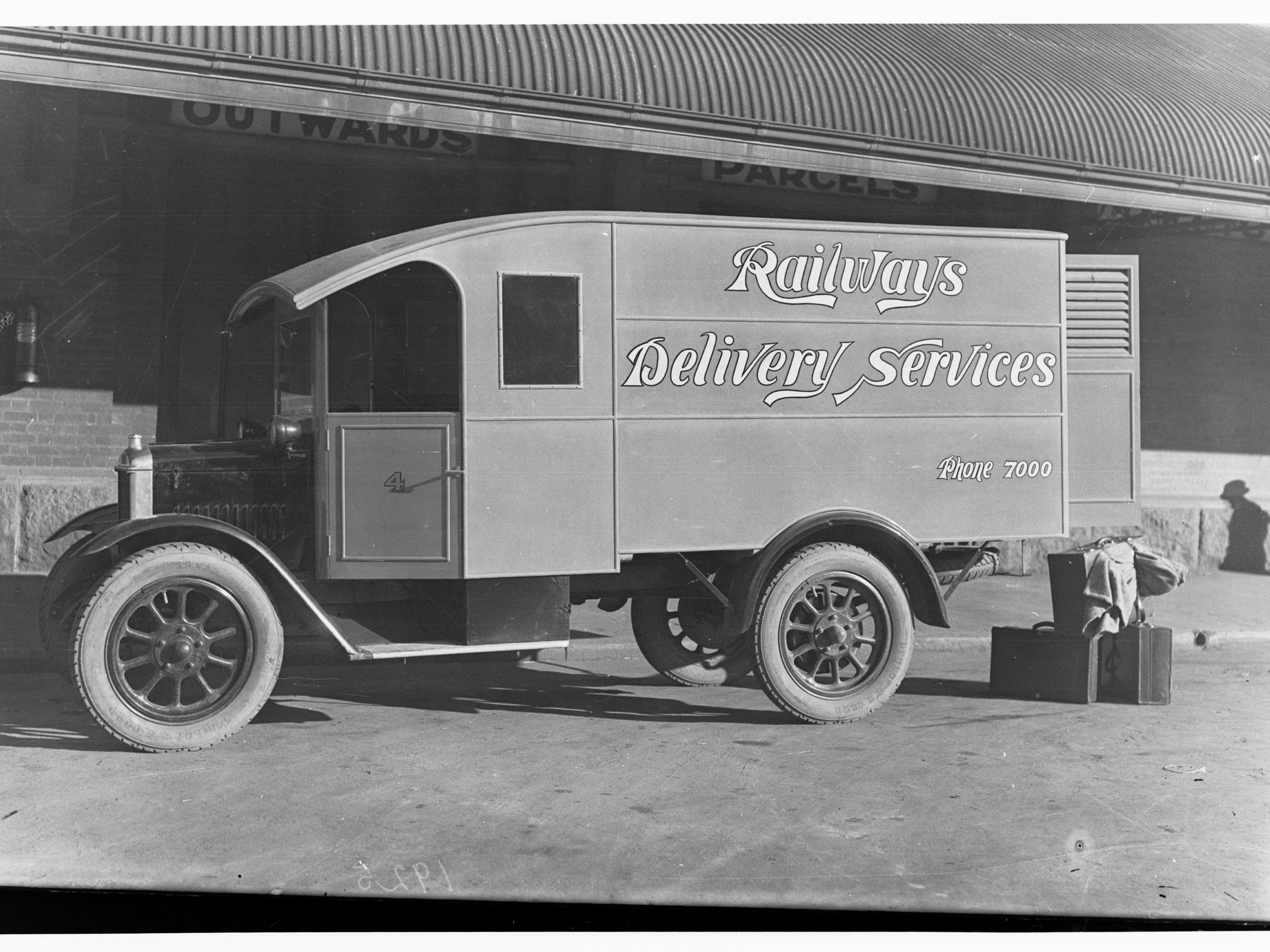
Service de livraison en Australie vers 1925.

On peut considérer que l'approvisionnement est distingué en deux flux distincts : physique et administratif (informationnel).
Le flux administratif est nécessaire à l'envoi et à la réception de données, ordres, commandes, factures, etc. Le flux physique est l'art d'acheminer le bien vers le demandeur, par bateau, avion, camion, chemin de fer, etc.
L'approvisionnement répond à toutes contraintes environnantes. La règle première est de livrer de la marchandise, au bon moment, au bon prix, et au meilleur coût selon le choix du demandeur.
Le terme anglais procurement est souvent utilisé pour mettre en évidence une gestion plus fine de l'approvisionnement, selon l'objectif :
- orienté coût ;
- orienté vers la sécurisation de l'approvisionnement.

Les exigences sur les approvisionnements se traduisent par le choix de fournisseurs.

## Modes d'approvisionnement
Il y a plusieurs chemins parcourus par un produit du producteur au consommateur final. Il existe plusieurs circuits de distribution :
- le circuit direct : ce circuit n’a aucun intermédiaire ;
- le circuit court : peu d’intermédiaires (souvent un seul) ;
- le circuit long ;
- le circuit intégré : avec des intermédiaires comme le détaillant, le grossiste, la centrale d’achat.

Le choix d’un mode d’approvisionnement s’effectue en fonction :
- du coût d’approvisionnement ;
- du prix des produits et du chiffre d'affaires réalisé par chaque produit ;
- de la qualité des produits proposés ;
- des délais d’approvisionnement ;
- des capacités et des conditions de stockage du magasin ;
- de l'emballage des produits ;
- du mode de transport ;
- de la gestion des stocks.

## Gestion des approvisionnements

### Réponses efficaces aux consommateurs (ECR)

#### Fonctionnement
- Collaboration étroite entre producteurs/distributeurs.
- Approvisionnement des linéaires en quasi-temps réel.
- Anticipation des promotions, des animations, des saisons et des nouveaux produits.
- Le distributeur reste le décideur final.

#### Objectifs
- Augmenter la productivité en éliminant les sur-stocks, les ruptures et les livraisons spéciales (plus onéreuses).

### Gestion partagée des approvisionnements (GPA)

#### Fonctionnement
- Le point de vente (PDV) transmet en temps réel aux fournisseurs : ventes, stocks et commandes.
- Le fournisseur accuse réception des informations en annonçant la commande.
- Le PDV valide la commande.
- Livraison sous huit jours et ultra-frais (UF) sous un jour.
- Le fournisseur livre à la plate-forme uniquement les produits commandés, c’est le crossdocking.

#### Objectifs
- Réduire le temps de réaction.
- Réduire les coûts logistiques.

## Outils d'approvisionnement

### Échange de données informatisé (EDI)

#### Fonctionnement
L'échange de données informatisé (EDI) est une technique d’échange de documents entre différentes entreprises, sous une forme structurée, à travers les réseaux de télécommunication directement exploitables par leur système d’information.

#### Objectifs
- Remplacer les documents papier par l’informatique.
- Faciliter le stockage des articles.
- Mettre instantanément à disposition les informations.
- Partager l’information.

## Réassortiment
Le réassortiment est l'ensemble des opérations à entreprendre afin d’avoir un linéaire (un rayon) attrayant et complet. Il est effectué en trois étapes :
- rangement des produits en rayon et retrait des produits impropres à la vente ;
- comptage des produits manquants ;
- approvisionnement du rayon à partir des produits en réserve en effectuant la rotation des produits.

## Quai intelligent
Il est équipé d’un système électronique qui permet :
- de vérifier le contenu des caisses et des palettes afin d’éviter les erreurs de livraison ;
- de gérer les stocks en temps réel afin de diminuer les coûts de stock.

## Étiquette intelligente
Depuis janvier 2005, la réglementation européenne exige de l'ensemble de la chaîne logistique d'être en mesure de retracer le cheminement d’un lot de produits. La codification de chaque colis avec l’étiquette EAN 128 (étiquette normalisée) permet de regrouper les informations utiles pour identifier, suivre, stocker et gérer l’ensemble des produits.
Il existe aussi des étiquettes faites sur papier électronique, qu'on peut éventuellement modifier à distance.

## Réglementation
La qualité de l’approvisionnement des rayons du magasin dépend en grande partie du soin accordé à la réception.
Les transporteurs bénéficient d’une réglementation qui les protège des abus de leurs clients.
- Droit de rétention : autorise le transporteur à garder la marchandise.
- Vice-propre : permet de protéger le transporteur d’un défaut qui dépend de la marchandise.
- Cas de force majeure : en cas d’incident climatique, routier ou panne de camion, le transporteur est dégagé de sa responsabilité et ne peut donc être tenu responsable.
- Propriété contractuelle : lien entre les échanges de marchandise.